# Rose Celli
Rose Brua Celli (née en 1895 à Philippeville en Algérie française et morte en 1982 à Saint-Paul-de-Vence) est une écrivaine française, romancière, dramaturge, et traductrice, elle est surtout connue comme auteure de contes pour enfants. Elle est l'une  des fondatrices de la collection du Père Castor aux éditions Flammarion.

## Biographie
Rose Brua est née le 10 mars 1895 à Philippeville en Algérie. Son père, fonctionnaire des Finances, était fils d'un meunier alsacien arrivé en Algérie en 1840 ; sa mère était Corse.
Son père érudit lui donne très tôt la passion des belles lettres. Membre d’une famille de neuf enfants, son jeune frère Edmond Brua (1901-1977) est un journaliste, poète reconnu, spécialiste du pataouète.
Elle fréquente le cours secondaire à Philippeville, poursuit ses études en France métropolitaine, tout d'abord au lycée de Versailles et entre à l'École normale supérieure de jeunes filles en 1916.
Rose Brua épouse le peintre Elmiro Celli (1870-1958).
En 1929, elle reçoit le prix de la liberté pour son conte Le Bateau de Pierre.
En 1933, elle reçoit pour son roman Isola le prix Minerva,,.

## Œuvre
(mai 2019).

### Romans
- Comme l'eau, Editions du Tambourin, 1930[9],[10]
- Isola roman, Paris  Gallimard , 1932
- À l'envers du tapis, Paris, Gallimard, 1935[11],[12].
- Ombre, roman, Gallimard,1935

### Contes

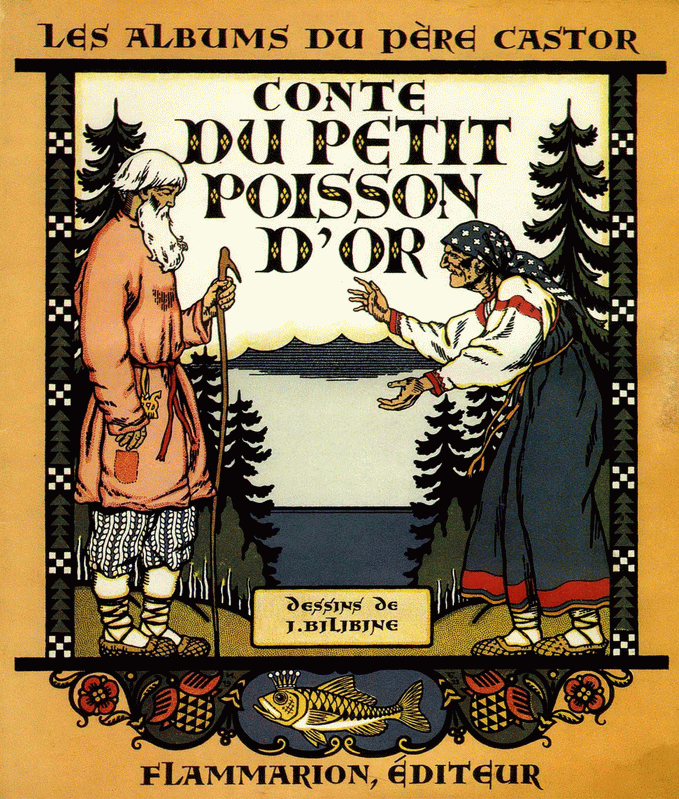
Le Conte du petit poisson d'or, album du Père Castor, illustré par Ivan Bilibine

- Le Châle indien [et autres contes], Paris, Flammarion, 1931[13]
- Baba yaga, Paris, Flammarion, 1932.
- Le Petit Poisson d'or, Paris, Flammarion, Albums du Père Castor, 1933

### Livres jeunesse
- Album magique, Paris  Flammarion, Albums du père Castor, illustrateurs : Elena Pavlovna Gertik (1897-1937), Nathalie Parain (1897-1958), 1932
- Album fée, Paris, Flammarion, Albums du Père Castor,1933
- Les Jeux en images, Paris, Flammarion , Albums du Père Castor,1933
- Les Trois Ours, Paris Flammarion, Albums du Père Castor, 1933
- Les Petits et les Grands, Paris  Flammarion, Albums du père Castor, 1933
- La Ronde des mois, Paris, Gallimard,1936

### Traduction
- Anthony Du Boulay, La porcelaine chinoise, Paris, Hachette, 1965
- Theo Aronson, Les Bonaparte, histoire d'une famille, Paris  Fayard, 1968
- Charles Dickens, La Vie de Notre-Seigneur Jésus-Christ racontée à ses enfants, Paris, Gallimard, 1934
- Frédéric Prokosch, Sept fugitifs, Paris, Gallimard, 1948
- Francis Hackett, François Ier, 1494-1547, Paris, Payot, 1937
- George Steiner, La Mort de la tragédie, Paris   Éditions du Seuil
- Kingsley Amis, Jim-la-Chance, Paris, Plon, 1956
- C. V. Wedgwood, Guillaume le Taciturne, Paris  J. Tallandier
- Herbert Agar, Les années de malaise, Paris, del Duca, 1958
- Gina Lombroso, L'Éclosion d'une vie, Notes sur Leo Ferrero-Lombroso, Paris, Presses universitaires de France , 1938
- Chapman Mortimer, Un étranger dans l'escalier, Monaco, Éditions du Rocher, 1954
- Herman Melville, Mardi et le voyage qui y mena, Gallimard, Coll. "Folio/Classique" 2011
- George Steiner, Tolstoï ou Dostïevski, George Steiner, Paris   Éditions du Seuil, 1963
- John Steinbeck, Le règne éphémère de Pépin IV, Paris  Phébus, 1996
- Virginia Woolf, L'Art du roman, Paris   Éditions du Seuil, 1963
- Chapman Mortimer, L'invitation à l'escale, Paris, Plon, coll."Feux Croisés", 1958
- Karl Geiringer, J. S. Bach, Paris, Éditions du Seuil,1970
- Zeenuth Futehally, Zohra, Paris, Plon, coll."Feux Croisés", 1954